# تحصیل ریناله خورد
تحصیل ریناله خورد (به انگلیسی: Renala Khurd Tehsil) یک تحصیل در پاکستان است که در پنجاب واقع شده‌است.